# Музей мазовецкой деревни
Музей мазовецкой деревни (пол. Muzeum Wsi Mazowieckiej) — музей под открытым небом, находящийся в административных границах города Серпц, Мазовецкое воеводство, Польша. Располагается на берегу реки Серпеница около устья реки Скрвы.
Зарегистрирован в Государственном реестре музеев. Музей сохраняет объекты деревянного зодчества, собирает предметы материальной сельской культуры северо-западной части Мазовецкого воеводства и распространяет информацию о народных обычаях и проводит различные этнографические мероприятия. Администрация музея находится в городе Серпце в здании бывшей ратуши, которая в настоящее время является филиалом музея под наименованием «Этнографический музей» по адресу ул. Нарутовича, 4.

## История
Музей был основан 24 марта 1971 года Народным советом повята в Серпце как региональный этнографический музей. С 1975 года музей стал располагаться на территории бывшей усадьбы Бояново. Первые музейные объекты стали демонстрироваться с 1977 года. В 1987 году музею присвоили современное наименование.

## Описание
В настоящее время музей занимает площадь размером 60,5 гектаров. Постоянная экспозиция включает 78 объектов, которые представляют собой сельское народное зодчество, из которых 43 объекта относятся к малым формам ландшафтной архитектуры, в частности придорожные часовни, голубятни, колодцы, хозяйственные постройки, ульи и погреба.
Сельские дома и хозяйственные постройки занимают площадь около 5 гектаров. Около 20 гектаров занимают пахотные земли. Экспозиция состоит из 11 крестьянских хозяйств с жилыми домами, амбарами, конюшнями, свинарниками и хлевами, одной корчмы, кузницы, часовни, ветряной и водной мельниц.
Девять хозяйств представляют собой типичные крестьянские домовладения из района плоцкой части Мазовецого воеводства, одно хозяйство — из варшавской части Мазовецкого воеводства и одно хозяйство — из окрестностей города Гомбин. Сельские дома представляют собой сельскую народную архитектуру со второй половины XIX века до первой четверти XX века. Интерьер домов оборудован в соответствии с характерными чертами мест происхождения и дают представление о социально-экономической жизни сельского населения от 20-х до 50-х годов XX столетия. Интерьер сельских домов меняется в соответствии с сезонной хозяйственной и культурно-религиозной жизнью сельского населения Мазовецкого воеводства. С декабря до конца февраля интерьер меняется в соответствии с народным празднованием Рождества. С апреля по июнь интерьер демонстрирует народное празднование Пасхи. С середины июня до конца ноября в домах демонстрируется выставка «Польский год в традиционной жизни».
Остальная часть музея площадью около 35 гектаров предназначена для рекреационных целей посетителей и состоит из поляны и здания XVIII века, в котором находится ресторан и сувенирный магазин.

## Филиалы
Музей мазовецкой деревни имеет филиалы:
- Этнографический музей в Серпце (ул. Нарутовича, 64);
- Городская ратуша в Серпце (ул. Вышинского, 1);
- Музей малого города в Бежуне (Бежунь, Старая площадь).

## Галерея

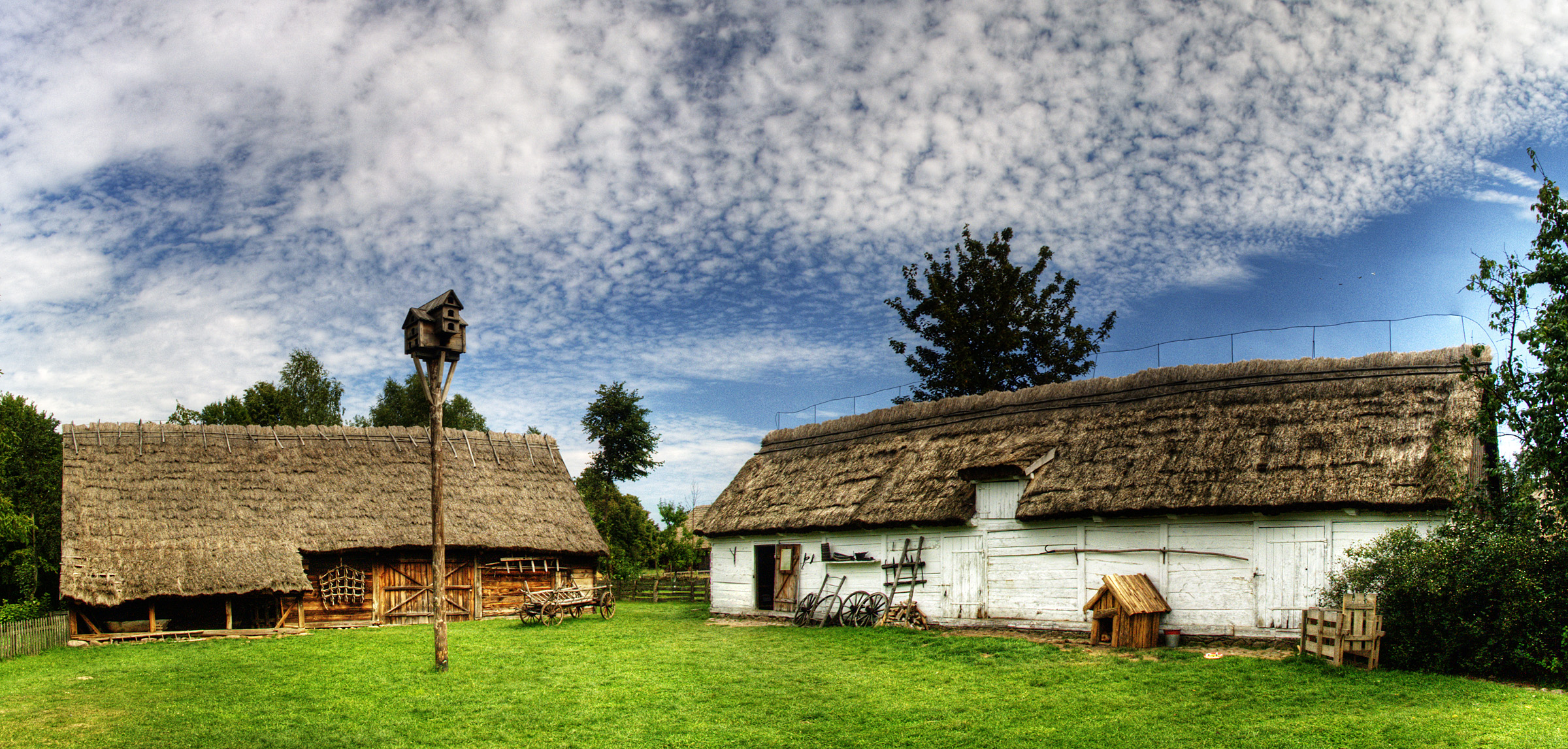
Сельский двор из села Издебна
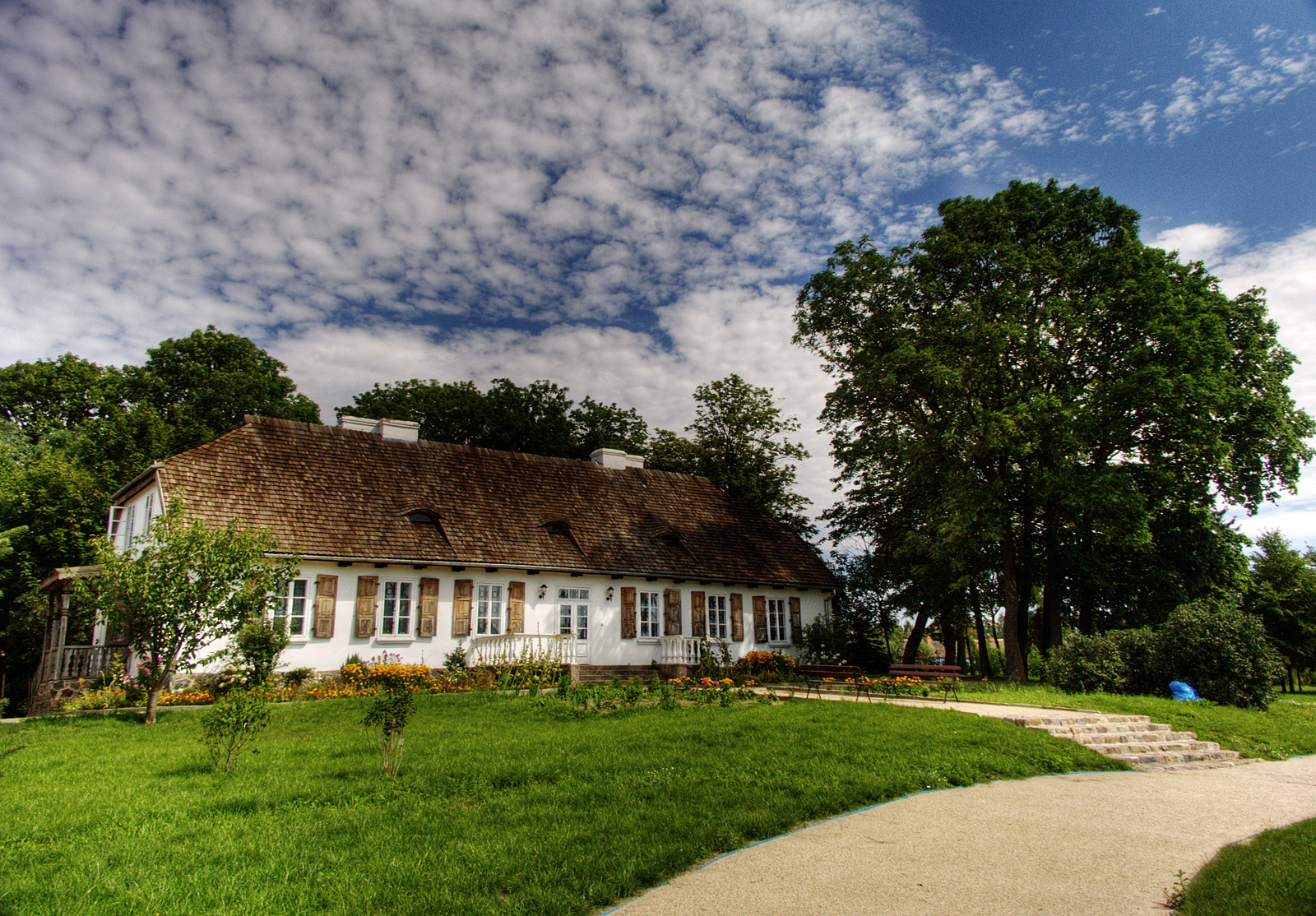
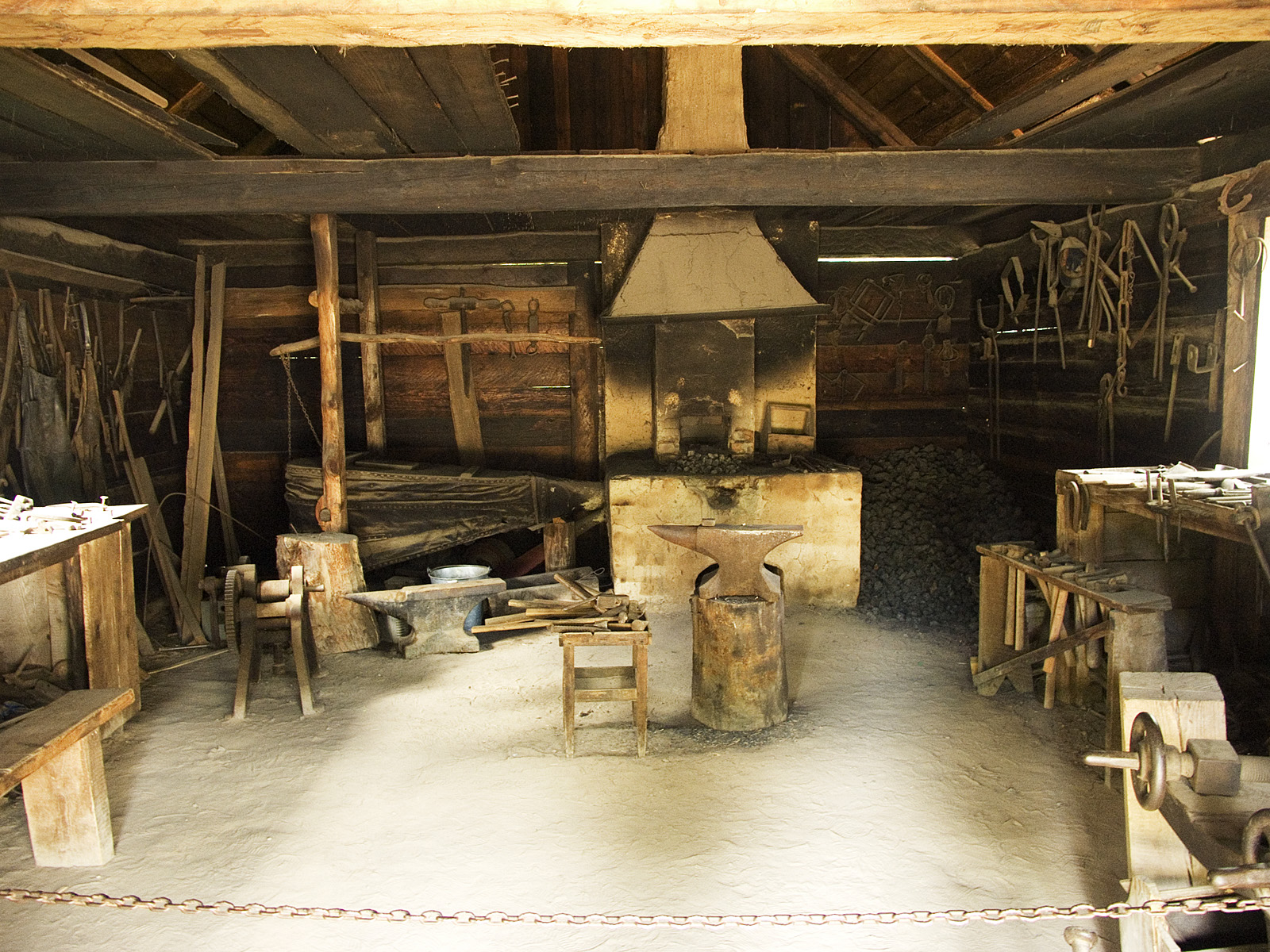
Интерьер
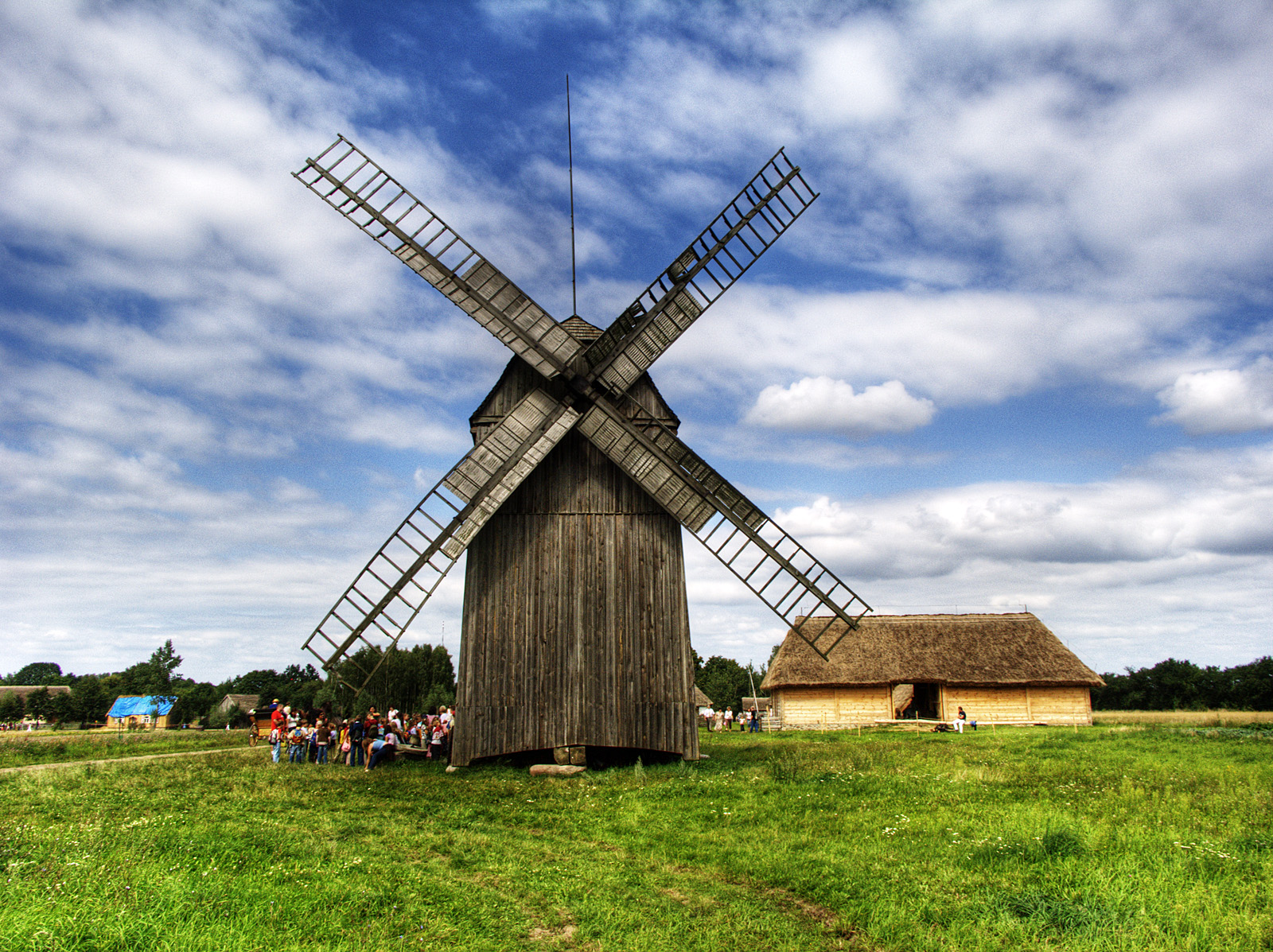
Ветряная мельница
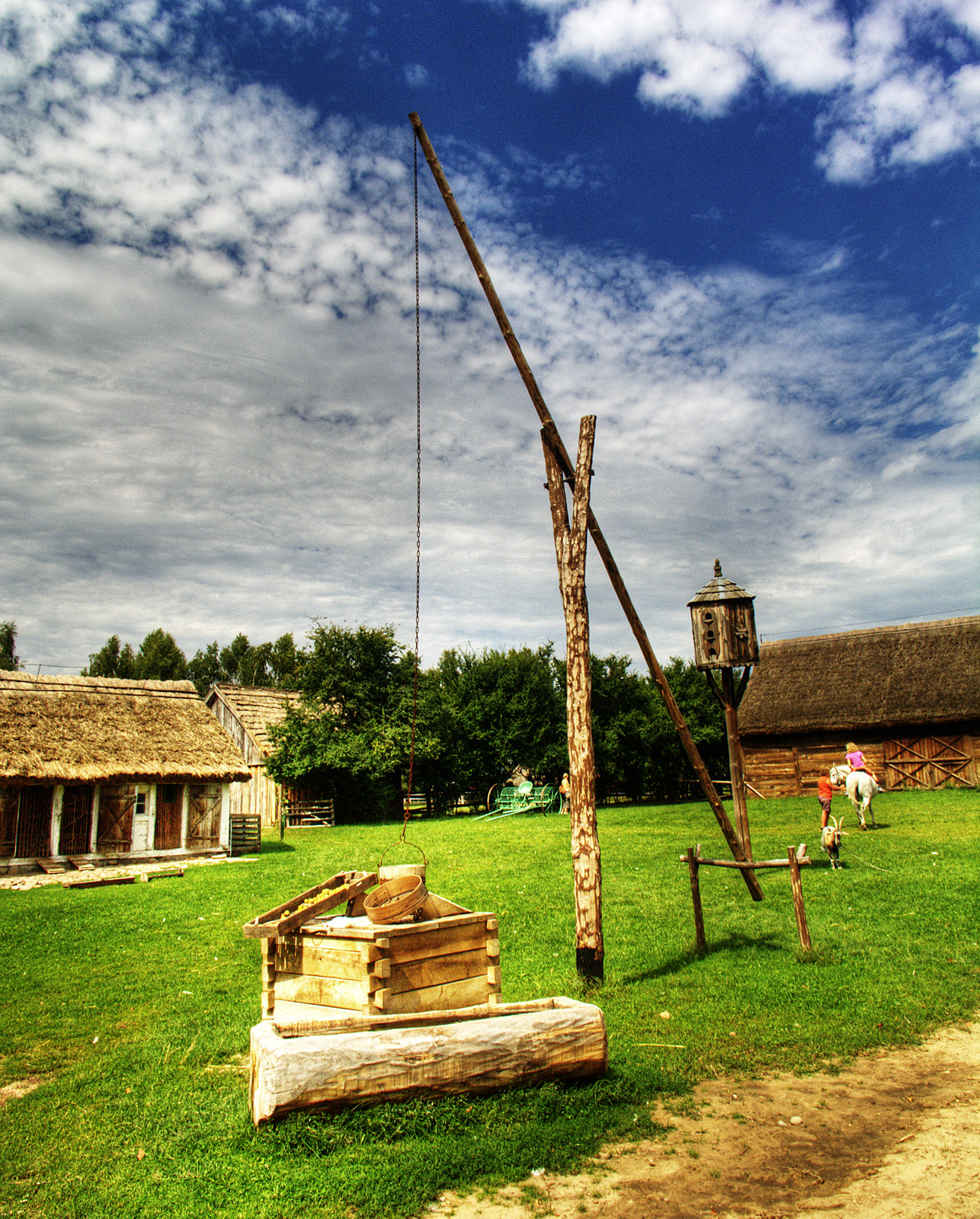
Колодец